# Treppo Carnico
Treppo Carnico település Olaszországban, Friuli-Venezia Giulia régióban, Udine megyében. Lakosainak száma 607 fő (2018. január 1.). Treppo Carnico Ligosullo, Paluzza, Paularo és Arta Terme községekkel határos.

## Népesség
A település népességének változása:

| 2017 | 611 |
| 2018 | 607 |